# کتابخانه ملی دانشگاهی اهریدسکی
کتابخانه ملی دانشگاهی اهریدسکی (به لاتین: National and University Library "St. Kliment of Ohrid") یک کتابخانه ملی و دانشگاهی در مقدونیه شمالی است که در اسکوپیه واقع شده است.